# Nautilus belauensis
Espèce
Nautilus belauensis est une espèce de nautiles endémique de la région entourant les Palaos.

## Habitat
Nautilus belauensis préfère les eaux dont la température varie de 10 à 20 °C, ce qui est habituellement la plage de températures à des profondeurs comprises entre 125 et 200 m.

## Description
L'holotype de Nautilus belauensis, un mâle adulte, présente une coquille d'un diamètre de 216 mm et pèse 1 450 g.
Sur 375 spécimens capturés en 1977, le diamètre de leur coquille s'étendait de 180 à 226 mm avec une moyenne à 204 mm. Le poids des 268 spécimens matures variait de 950 à 1 800 g avec une valeur moyenne de 1 308 g.

## Étymologie
Son nom spécifique, composé de belau et du suffixe latin -ensis, « qui vit dans, qui habite », lui a été donné en référence au lieu de sa découverte, les Palaos dont le nom paluan est Belau. 

## Publication originale
- (en) W. Bruce Saunders, « A new species of Nautilus from Palau », The Veliger, vol. 24, no 1,‎ 1981, p. 1-7 (ISSN 0042-3211, OCLC 1768969, lire en ligne).